# Каванс, Андре
Андре Каванс (фр. André Cavens; 1 октября 1912, Брюссель — 9 апреля 1971) — бельгийский кинорежиссёр.
Андре Каванс начал свою кинематографическую карьеру в 1961 году в качестве режиссёра и продюсера драмы «Поезд отходит каждый час». За роль в этом фильме актриса Эвелин Акселл была номинирована на приз «Золотой медведь» XII международного Берлинского кинофестиваля.
В 1965 году Каванс снял короткометражный фильм «La présence désolée».
Вернулся к работе в кино в 1968 году, став автором сценария, режиссёром и продюсером драмы «Michaella».
В 1976 году бельгийский Союз кинокритиков (UCC), учредил премию имени Андре Кавенса. Ею награждают лучший бельгийский фильм года.